# سانتو دومينغو دا لوس تساتشيلاس
سانتو دومينغو دا لوس تساتشيلاس هي مقاطعة في الإكوادور ، التي أنشئت في أكتوبر 2007 من الأراضي سابقا في مقاطعة بيتشينتشا. العاصمة هي سانتو دومينغو دا لوس كولورادوس

## كانتونات
وتنقسم المقاطعة إلى 2 كانتونات :
1. سانتو دومينغو
2. لا كونكورديا